# Pierre Miné
Pierre Miné, né le 11 avril 1908 à Saint-Mandé et mort le 23 octobre 1999 à Boulogne-Billancourt, est un haut fonctionnaire français, inspecteur des Finances.
Haut fonctionnaire de Vichy et résistant, il s'occupe des questions de ravitaillement. Il est secrétaire général au ravitaillement dans le Gouvernement provisoire de la République française du 28 août 1944 au 10 septembre 1945.

## Biographie
Pierre est le fils de Maurice Miné, fonctionnaire, et de Madeleine Cambay. Titulaire d'une licence de droit, il entre à l'administration centrale du ministère des Finances en 1931 comme rédacteur. Il devient inspecteur des finances en 1938. 
Au début de la Seconde Guerre mondiale, il est mobilisé du 2 septembre 1939 au 31 juillet 1940.  

### Le ravitaillement, de Vichy à la Résistance
À partir du 21 août 1940, il occupe différents postes de direction au ministère du Ravitaillement puis au ministère de l'Agriculture et du Ravitaillement. Il est relevé de ses fonctions le 13 janvier 1944.  
Parallèlement à ses fonctions dans le régime de Vichy, Pierre Miné est également résistant. Il entre dans la Résistance intérieure en 1941. En 1943, il dirige la commission du ravitaillement du Comité central des mouvements de Résistance, qui doit préparer l'approvisionnement de la population à la Libération. Sous le pseudonyme de Pain, il est responsable national du ravitaillement nommé par le Comité français de Libération nationale. Il reçoit plus tard la médaille de la Résistance avec rosette. 

### Le ravitaillement à La Libération
Dès le 21 août 1944, pendant les combats de l'insurrection de la libération de Paris, Pierre Miné commence à organiser la distribution des tickets de rationnement. Il est nommé secrétaire général du ministère du Ravitaillement, d'abord à titre provisoire (28 août 1944), puis définitivement (6 septembre 1944), au sein du Gouvernement provisoire de la République française. Il occupe cette fonction jusqu'au 10 septembre 1945.   
La question du ravitaillement est alors très sensible et la gauche demande une épuration des hauts fonctionnaires de cette administration, mais Pierre Miné fait libérer tous les hauts fonctionnaires concernés avant qu'ils ne passent devant le jury d'honneur.  
À la Libération, Pierre Miné est fondateur et actionnaire du quotidien Paris-Matin.

### Carrière après 1945
Il est ensuite rapporteur du comité du contentieux en 1945, puis chef du cabinet d’Alain Poher et membre de la commission des finances en 1946. Il devient directeur de l’office français pour l’importation et l’exportation (appelé Omnium) en 1947 et le dirige probablement jusqu'en 1974.
Pierre Miné meurt à Boulogne-Billancourt le 23 octobre 1999.

## Distinctions
Médaille de la Résistance française avec rosette.

### Notice biographique
- « Miné Pierre Julien Clément », dans Fabien Cardoni, Nathalie Carré de Malberg et Michel Margairaz (dir.), Dictionnaire historique des inspecteurs des Finances 1801-2009, Paris, Comité pour l’histoire économique et financière de la France, coll. « Histoire économique et financière - XIXe-XXe », 2012, 1131 p. (ISBN 978-2-8218-3703-4, DOI 10.4000/books.igpde.3746, lire en ligne), p. 830.